# Патрік Доргу
Патрік Чиназаекпере Доргу (дан. Patrick Chinazaekpere Dorgu, нар. 26 жовтня 2004, Копенгаген, Данія) — данський футболіст нігерійського походження, фланговий захисник англійського «Манчестер Юнайтед» та збірної Данії.

## Ігрова кар'єра

### Клубна
В Данії Патрік Доргу грав у футбол в молодіжній команді клубу «Норшелланн». Перед сезоном 2022/23 на правах оренди футболіст відбув до італійського «Лечче», де також грав за молодіжний склад. Влітку 2023 року, не зважаючи на зацікавленість у послугах гравця ряда англійських та іспанських клубів, Доргу підписав контракт на постійній основі з «Лечче» до 2027 року.
13 серпня 2023 року у кубковому матчі проти «Комо» Доргу дебютував на професійному рівні у першій команді. В тому матчі захисник відзначився гольовою передачею. За тиждень - 20 серпня Доргу зіграв першу гру в чемпіонаті Італії, коли вийшов з перших хвилин на матч проти римського «Лаціо».
В лютому 2025 року Доргу перейшов до англійськлшл клубу «Манчестер Юнайтед», з яким підписав п'ятирічний контракт. Першу гру в новій команді футболіст провів 7 лютого в кубковому поєдинку проти «Лестер Сіті».

### Збірна
З 2022 року Патрік Доргу виступав за юнацькі збірні Данії. У вересні 2023 року Доргу зіграв першу гру за молодіжну збірну Данії.